# Baboszewo
Baboszewo è un comune rurale polacco del distretto di Płońsk, nel voivodato della Masovia.
Ricopre una superficie di 162,35 km² e nel 2004 contava 7 991 abitanti.